# Anselme Bellegarrigue

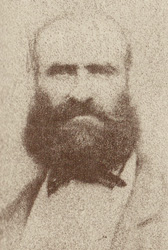
Anselme Bellegarrigue (Photographie ist nicht datiert)

Anselme Bellegarrigue (* 23. März 1813 in Monfort; † ca. 1868 in Zentralamerika) war ein französischer Anarchist, Journalist und Autor. Er nahm an der Februarrevolution in Frankreich teil und war Autor anarchistischer Schriften. Er wird dem individualistischem Anarchismus zugeordnet.

## Leben

### Frühe Jahre
Über seine Kindheit als auch über sein späteres Leben vor der Februarrevolution ist sehr wenig bekannt. Die einzige Quelle war sein langjähriger und enger Freund Ulysse Pic. Dieser berichtete, dass Bellegarrigue sich für einige Zeit in Lycée d'Auch aufhielt und dann weiter reiste, um sich weiterzubilden. Zwischen 1846 und 1848 besuchte er Nordamerika, darunter die Städte New York City, Boston, New Orleans und Westindien. Während dieser Aufenthalte entwickelte er eine Bewunderung der individualistischen Aspekte der amerikanischen Demokratie. Der katalanische Historiker des Individuellen Anarchismus Xavier Diez berichtete, dass Bellegarrigue während seiner Reisen vermutlich sowohl mit Henry David Thoreau als auch mit Josiah Warren in Kontakt kam.

### Februarrevolution, Rückkehr nach Amerika und Tod

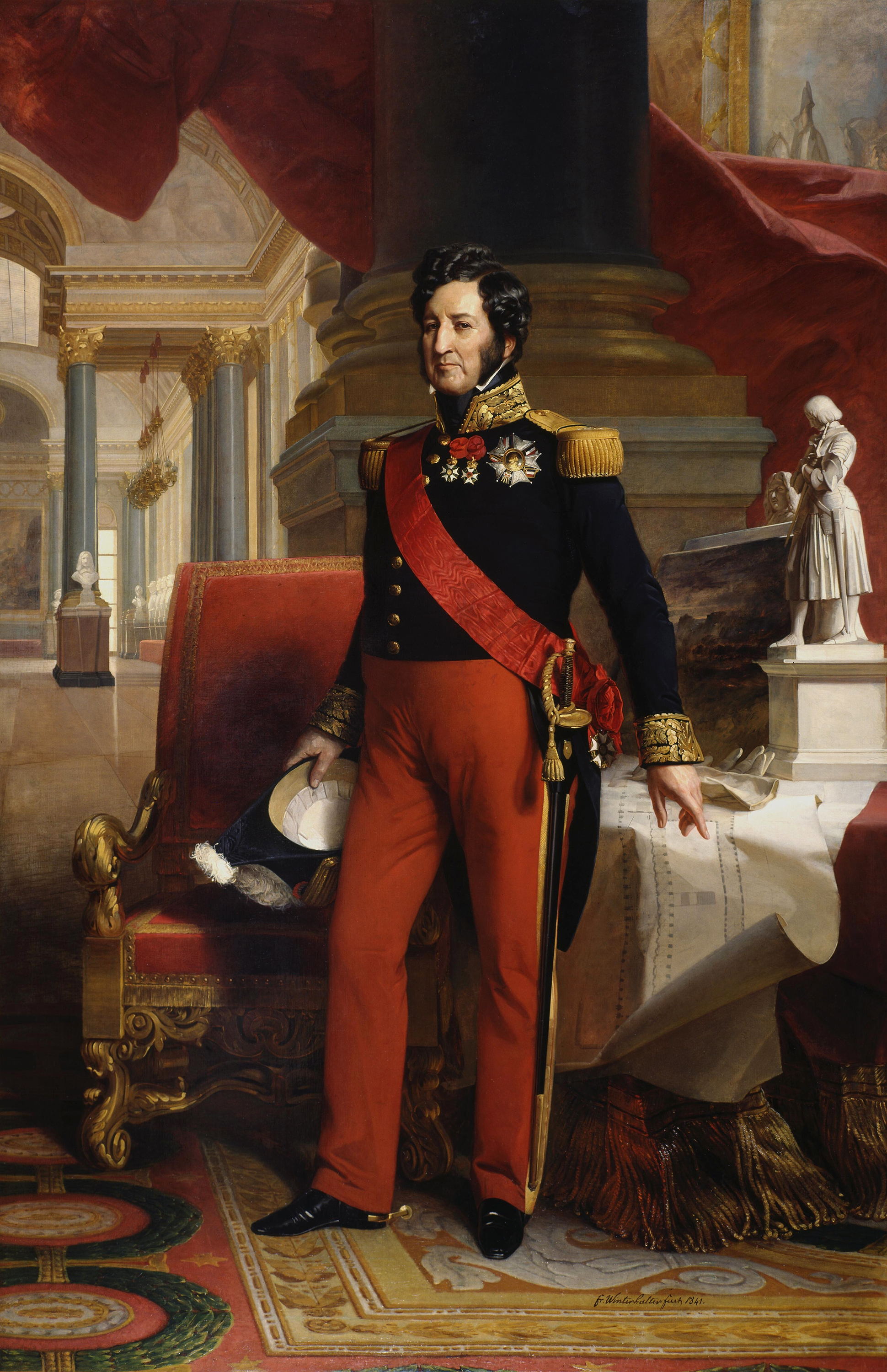
Der „Bürgerkönig“ Louis Philippe I (Gemälde von Xaver Winterhalter)

Nach seiner Rückkehr am 23. Februar 1848 nach Paris, brach die Februarrevolution 1848 aus, die die Herrschaft des „Bürgerkönigs“ Louis-Philippe von Orléans beendete. Bellegarrique war von der Revolution jedoch nicht beeindruckt. Trotz seiner Kritik nahm er an der Revolution teil. Als am Hôtel de Ville ein Nationalgardist zu ihm sagte, dass die Arbeiter nicht noch einmal ihres Sieges beraubt werden würden, erwiderte Bellegarrigue, dass sie bereits des Sieges beraubt seien, und fragte den Gardisten dann, ob sie bereits eine Regierung ernannt hätten.
Er beteiligte sich auch an der Société Républicaine Centrale (nach Auguste Blanqui auch Club Blanqui genannt), in der er alle politischen Parteien der Zweiten Französischen Republik beschuldigte, den Volksaufstand zu mehr Autoritarismus und zentraler Machtkonzentration missbraucht zu haben, und nannte sie die „Pocken der Nationen“. Er weigerte sich, die historische Periode als Revolution zu bezeichnen, und sagte stattdessen, dass „die Entwicklung von 1848 nur eine Konsolidierung dessen war, was abgeschafft werden sollte“, denn „eine Revolution muss nicht den Untergang einer Regierung, sondern aller Regierungen bedeuten“. Obwohl er sich an einer politischen Gesellschaft beteiligte, die sich hauptsächlich aus sozialistischen Denkern zusammensetzte, lehnte er alle autoritären und sozialen Maßnahmen ab, weil er der Meinung war, dass jeder staatliche Eingriff als Versklavung der einen durch die anderen oder als gewaltsamer Konflikt zwischen den Menschen dargestellt werden kann: „Anarchie ist Ordnung, Regierung ist Bürgerkrieg“.
Er erwähnte auch die Begriffe des zivilen Ungehorsams und der freiwilligen Knechtschaft: „Ein Demokrat ist nicht einer, der befiehlt, sondern einer, der ungehorsam ist. Sie dachten bis zum heutigen Tag, dass es Tyrannen gibt? Nun ja! Sie haben sich geirrt, denn es gibt nur Sklaven: Wo niemand gehorcht, befiehlt auch niemand.“
Nach der Gründung des Zweiten Französischen Kaiserreichs kehrte Anselme Bellegarrigue nach Amerika zurück, zunächst nach Honduras, wo er laut Max Nettlau Professor war, dann nach San Salvador, wo er an der Regierung beteiligt gewesen sein soll.
1868 starb Bellegarrigue in Zentralamerika.

### Anarchistische Publikationen
Bellegarrigue verfasste, redigierte und veröffentlichte anarchistische Texte.
Zwischen Oktober und Dezember veröffentlichte er die Schrift Au fait! Au fait ! Interprétation de l'idée démocratique in Toulouse. Zusammen mit Ulysse Pic veröffentlichte er auch Le Dieu des riches et le Dieu des pauvres and Jean Mouton et le percepteur. Ab März wurde er auch Autor von Artikeln in La Civilisation, die eine Auflage von 2000 hatte. Für seine Mitstreiter von der Association des Libres Penseurs schrieb er den Artikel „L'anarchie, c'est l'ordre“ (Anarchie ist Ordnung) in der Ausgabe vom 3. April 1850 von La Voix du Peuple. Die Veröffentlichung dieser Ausgabe wurde jedoch unterbrochen.
Später schrieb, redigierte und veröffentlichte er in seinem eigenen Verlag seine anarchistischen Schriften im Journal de l'Ordre, von dem zwei Ausgaben wegen der geringen Leserschaft erschienen, die dritte Ausgabe, die eine Studie über den Ursprung des Reichtums enthielt, wurde nie veröffentlicht. laut Sharif Gemie stellt diese Zeitschrift das erste anarchistische Manifest der Welt dar.
Im Jahr 1851 begann er mit der Arbeit an seinem Roman Le Baron de Camebrac, en tournée sur le Mississippi, der episodisch bis 1854 veröffentlicht wurde, und dem Essay Les femmes d'Amérique, in dem er seine Beobachtungen über die amerikanische Gesellschaft beschrieb.
Er beteiligte sich auch an der Abfassung des Almanach de la vile multitude im Jahr 1851 und bereitete einen Almanach de l'Anarchisme für das Jahr 1852 vor, der jedoch aufgrund des französischen Staatsstreichs von 1851 nie veröffentlicht wurde.

## Bellegarrigues Anarchismus

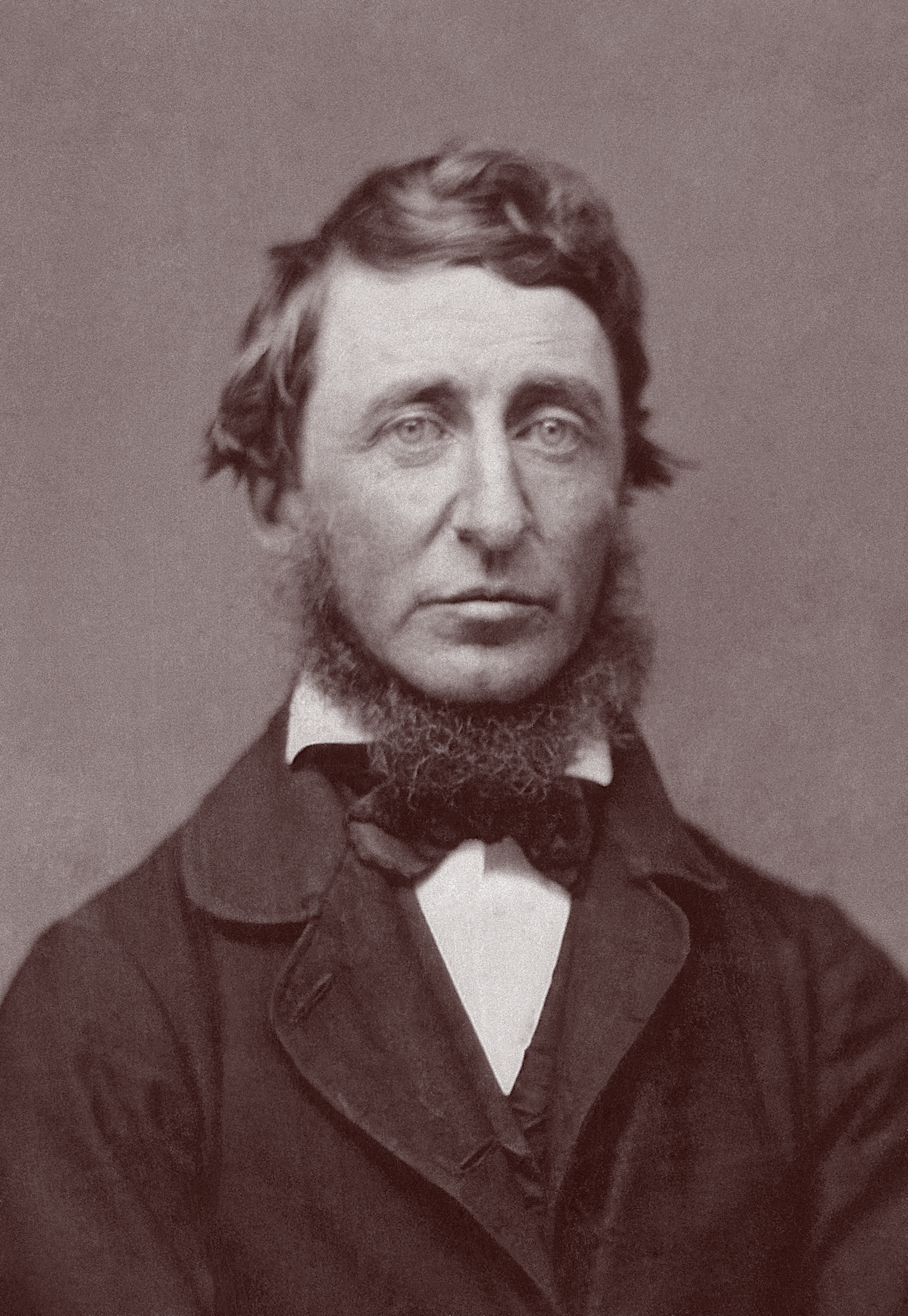
Henry David Thoreau

Zu Bellegarrigues Anarchismus urteilte der Historiker George Woodcock:
„Bellegarrigue stand am individualistischen Ende des anarchistischen Spektrums in der Nähe von Stirner. Er distanziert sich von allen politischen Revolutionären von 1848 und sogar von Proudhon, dem er in vielen seiner Ideen ähnelt und von dem er mehr ableitet, als er zugeben will.“
Über das Konzept von Bellegarrigues Anarchismus sagte er: „Das Konzept der Revolution durch zivilen Ungehorsam lässt vermuten, dass Bellegarrigue in Amerika zumindest mit den Ideen von Thoreau in Berührung gekommen sein könnte“. Er entdeckte bei Bellegarrigues allerdings auch andere Denkströmungen:
„Manchmal sprach Bellegarrigue mit den Worten des solipsistischen Egoismus. „Ich leugne alles, ich bejahe nur mich selbst.... Ich bin, das ist eine positive Tatsache. Alles andere ist abstrakt und fällt ins Mathematische X, ins Unbekannte.... Es kann auf Erden kein Interesse geben, das über dem meinen steht, kein Interesse, dem ich auch nur das teilweise Opfer meiner Interessen schulde.“ In scheinbarem Widerspruch dazu hielt Bellegarrigue an der zentralen anarchistischen Tradition fest, indem er die Gesellschaft als notwendig und natürlich ansah und ihr eine „ursprüngliche Existenz“ zuschrieb“.